# Frydenlund (forlag)
 For alternative betydninger, se Frydenlund (flertydig). (Se også artikler, som begynder med Frydenlund)
Frydenlund er et dansk bogforlag beliggende på Frederiksberg og grundlagt i 1990 af Henning Lund, der stadig er ejer. Forlaget blev i 2005 omdannet til et aktieselskab. I 2019 skiftede forlaget navn fra Bogforlaget Frydenlund til Frydenlund.
Forlaget begyndte i 1990 som et enmandsforlag i Skt. Peders Stræde i København. Fra 1994 til 2011 havde forlaget lokaler i Hyskenstræde, og fra 2011 har det hørt til på Frederiksberg med eget domicil på Alhambravej 6.
Forlaget udgiver et bredt udvalg af faglitteratur. Hovedområderne er psykologi, pædagogik, rejse, ungdomsuddannelser, arbejdsliv, samfund og debat, historie, kulturhistorie og kunst.
Forlaget har 14 ansatte og udgiver ca. 60-70 nye titler årligt, fortrinsvis af danske forfattere og relativt få oversatte bøger. Blandt Frydenlunds forfattere er journalist og arkitekturkender Peter Olesen, tidl. kulturminister Jytte Hilden, børnepsykolog John Aasted Halse, designer og historieformidler Jim Lyngvild, gendyrker Persille Ingerslev og cand.pæd., ph.d. Stig Broström.
Frydenlund ejes af Vinyma Holding A/S, der også ejer de tre imprints (datterforlag): Alhambra, der udgiver skønlitteratur (og som har høstet megen anerkendelse for at udgive Shirley Jackson på dansk), Frydenlund Academic, der står for Frydenlunds videnskabelige peer reviewed-udgivelser, og Kriminalforlaget, der udgiver bøger inden for området 'true crime'.